# Martin Michaud
Œuvres principales
- Il ne faut pas parler dans l'ascenseur (2010)
- La Chorale du diable (2011)
- Je me souviens (2012)
- Sous la surface (2013)
- Violence à l'origine (2014)

Pour les articles homonymes, voir Michaud.
Martin Michaud, né le 5 avril 1970, à Québec, est un écrivain, musicien, et scénariste québécois, auteur de thriller et de roman policier.

## Biographie
Né en 1970, et établi à Montréal, il a longuement pratiqué le métier d’avocat d’affaires avant de se consacrer pleinement à l’écriture,,. Qualifié par la critique de « maître du thriller québécois», il voit son travail comparé à celui des auteurs internationaux Michael Connelly, Jo Nesbo, Fred Vargas, Harlan Coben, Ian Rankin et Henning Mankell,,,.  
Ses quatre premiers polars obtiennent un succès fulgurant, lui valent cinq prix littéraires et d’être reconnu comme le nouveau chef de file des écrivains de romans policiers québécois,. Au cœur de ceux-ci, on trouve Victor Lessard, enquêteur du SPVM tourmenté, rebelle, mais hautement moral. 
En septembre 2014, il publie un roman hors série intitulé S.A.S.H.A. dans le cadre d’un collectif intitulé Vol 459. Puis, le 6 novembre, il fait paraître Violence à l’origine, le quatrième volet des enquêtes de Lessard. En plus d’être unanimement salué par la critique, Violence à l’origine reçoit la note parfaite de cinq étoiles par le Journal La Presse et se hisse en tête des palmarès des meilleures ventes dès sa sortie. Le journal La Presse inclut Violence à l'origine dans son palmarès des cinq meilleurs polars de 2014. 
En 2014, Michaud a aussi publié trois nouvelles : Une longue vie tranquille (Crimes à la librairie), Un pépin dans ta pomme (Des nouvelles du père) ainsi que Feu rouge (Revue Zinc). Il a de plus écrit Retrouver Manuela, le conte de Noël publié par le Journal La Presse.
Le 10 octobre 2013, Michaud fait paraître un premier roman hors série, Sous la surface, thriller dans lequel il nous entraîne à Lowell, dans le Massachusetts. Sous la surface remporte en mai 2014 le Prix Tenebris remis au meilleur roman de littérature policière de langue française distribué au Québec. Salué par la critique, Sous la surface se voit attribuer la note parfaite de cinq étoiles par La Presse, figure dans le Top 5 des meilleurs polars de l’année 2013 de La Presse et de plusieurs autres publications,. En octobre 2014, Sous la surface est publié en Europe francophone par Kennes Éditions, y récolte là aussi des critiques élogieuses et est en nomination pour deux prix littéraires,.
En septembre 2013, il remporte le Prix Saint-Pacôme du meilleur roman policier pour Je me souviens, devenant ainsi le premier écrivain à remporter cette distinction à deux reprises. En 2012, Je me souviens se hisse en tête des ventes de romans policiers au Québec, est finaliste au Prix Ténébris et au Arthur-Ellis Award et est désigné par La Presse comme l’un des 50 meilleurs romans de l’année,. 
En plus d’être considéré l’un des dix meilleurs romans de l’année 2011 par La Presse, La chorale du diable remporte le prix Saint-Pacôme du meilleur roman policier et le Prix Arthur-Ellis, remis au meilleur roman policier francophone publié au Canada,. 
En 2010, Il ne faut pas parler dans l’ascenseur est finaliste au Prix Saint-Pacôme, où il remporte le Prix coup de cœur, est finaliste aux Grands Prix littéraires Archambault de la relève et fait partie de la sélection du festival de Cognac, en France,. 
Michaud est invité d’honneur au Salon du livre de Montréal 2011, « Découverte de l’année » du journal La Presse en 2010, l’auteur vedette du mois de février 2010 au Club de lecture Archambault et « Recrue du mois d’avril 2010» du site larecrue.net,,. 
En parallèle de ses activités de romancier, Michaud adapte ses œuvres pour la télé. Les droits de son roman Sous la surface ont été acquis par un producteur pour le cinéma américain.
En 2001, il fonde m-jeanne, un groupe de rock francophone, dont il est guitariste, chanteur et parolier jusqu'à sa dissolution en 2007.     

## Œuvre

### Romans

#### Série policièreVictor Lessard
- Il ne faut pas parler dans l'ascenseur, Les Éditions Goélette, 2010 ; réédition sous le titre original, Montréal (Saint-Laurent), Québec-Loisirs, 2012 ; Éditions Kennes, 2015 (Europe francophone)
- La Chorale du diable, Les Éditions Goélette, 2011 ; réédition, Montréal (Saint-Laurent), Québec-Loisirs, 2011 ; Éditions Kennes, 2015 (Europe francophone)
- Je me souviens, Les Éditions Goélette, 2012 ; réédition, Montréal (Saint-Laurent), Québec-Loisirs, 2012
- Violence à l'origine, Les Éditions Goélette, 2014
- Ghetto X, Les Éditions Goélette, 2019
- Jusqu'au dernier cri, Les Éditions Libre Expression, 2021

### Autres romans
- Sous la surface, Les Éditions Goélette, 2013 ; Éditions Kennes, 2014 (Europe francophone)
- S.A.S.H.A., VLB éditeur, 2014
- Quand j'étais Théodore Seaborn, Les Éditions Goélette, 2015
- Points de fuite T.01, Les Éditions Libre Expression, 2023
- Points de fuite T.02, Les Éditions Libre Expression, 2024

### Nouvelles
- Zet et Nora, Zone d'écriture, Radio-Canada, 2012
- Retrouver Manuela, Journal La Presse, 2014
- Une longue vie tranquille, dans Crimes à la librairie, Éditions Druide, 2014
- Un pépin dans ta pomme, dans Des nouvelles du père, Éditions Québec Amérique, 2014
- Feu rouge, Revue Zinc, 2014

### Prix littéraires et principales nominations
- Top 5 meilleurs polars de 2014 – Journal La Presse pour Violence à l'origine (Les Éditions Goélette)
- Prix Tenebris (2014) pour Sous la surface (Les Éditions Goélette)
- Prix Saint-Pacôme du roman policier (2013) pour Je me souviens (Les Éditions Goélette)
- Finaliste au Prix Tenebris (2013) pour Je me souviens (Les Éditions Goélette)
- Finaliste au Prix Arthur-Ellis (2013) pour Je me souviens (Les Éditions Goélette)
- Prix Arthur-Ellis - Meilleure œuvre en français (2012) (prix littéraire canadien) pour La Chorale du diable (Les Éditions Goélette)
- Gagnant du Prix Saint-Pacôme du roman policier (2011) pour La Chorale du diable (Les Éditions Goélette)
- Première sélection, prix Polar du Festival de Cognac, France (2011)
- Finaliste - Grand prix littéraire Archambault - Prix de la relève (2010) pour Il ne faut pas parler dans l'ascenseur (Les Éditions Goélette)
- Découvertes littéraires de l'année 2010, Journal La Presse (2010) pour Il ne faut pas parler dans l'ascenseur (Les Éditions Goélette)
- Finaliste au Prix Saint-Pacôme du roman policier (2010) pour Il ne faut pas parler dans l'ascenseur (Les Éditions Goélette)
- Prix Coup de cœur du Club du polar de Saint-Pacôme (2010) pour Il ne faut pas parler dans l'ascenseur (Les Éditions Goélette)
- Auteur vedette du mois de février 2010, Club de lecture Archambault (2010) pour Il ne faut pas parler dans l'ascenseur (Les Éditions Goélette)
- Recrue du mois d'avril 2010 du site larecrue.net (2010) pour Il ne faut pas parler dans l'ascenseur (Les Éditions Goélette)